# Werner Hülle (Richter)
Werner Hülle (geboren 30. April 1903 in Stettin; gestorben 16. Januar 1992 in Oldenburg (Oldenburg)) war ein deutscher Militärjurist in der Zeit des Nationalsozialismus und Richter in der Bundesrepublik.

## Leben
Werner Hülle studierte Rechtswissenschaft und wurde an der Universität Marburg im Jahr 1926 promoviert. Zur Zeit der Machtübergabe an die Nationalsozialisten war er im April 1933 Amtsgerichtsrat in Dortmund und wurde im Juli 1934, als in Deutschland die Militärgerichtsbarkeit wieder eingeführt wurde, Kriegsgerichtsrat in Weimar.
In dem gemeinsam mit Heinrich Dietz im Jahre 1935 veröffentlichten Kommentar zur Militärgerichtsordnung begrüßte er die „nationalsozialistische Revolution“ und rechtfertigte den Anspruch Adolf Hitlers vom 3. Juli 1934, sich ohne Bindung an Recht und Gesetz zum Herrn über Leben und Tod zu machen. Auch Hülle schwelgte in der Sprache des Nationalsozialismus mit „bluthaften Kräften“ und dem „gesunden Volksempfinden“.  Im März 1938 wurde Hülle als Oberregierungsrat in die Rechtsabteilung des Reichskriegsministeriums versetzt, später überführt in das Oberkommando der Wehrmacht, wurde zum Leiter der Gesetzgebungsabteilung und Stellvertreter des Abteilungsleiters Rudolf Lehmann. Hülle, der noch zum Oberstrichter befördert wurde, war in dieser Dienststellung maßgeblich an allen militärischen Unrechtsgesetzen, Verordnungen und Erlassen beteiligt. Er war ständiger Mitarbeiter der von Heinrich Dietz herausgegebenen Zeitschrift für Wehrrecht.
Der von Lehmann und Hülle mitformulierte Erlass über die Ausübung der Kriegsgerichtsbarkeit im Gebiet „Barbarossa“ und über besondere Maßnahmen der Truppe vom 13. Mai 1941, kurz Kriegsgerichtsbarkeitserlass, entzog die Verfolgung von Straftaten der deutschen Truppe gegen sowjetische Zivilisten ebenso wie die Verfolgung der gegen die deutsche Truppe gerichteten Aktionen von Partisanen und anderen Zivilisten der Zuständigkeit der Kriegsgerichte. Mit dieser für die Massenverbrechen vorab gewährten Amnestie machte man große Teile der sowjetischen Zivilbevölkerung, darunter Juden, sowie Zigeuner und psychisch Behinderte zu ungeschützten Opfern des einkalkulierten Massenmordes in der Sowjetunion. Zur Unterdrückung des Widerstandes in Frankreich, Belgien, den Niederlanden und Norwegen wurde mit dem sogenannten Nacht-und-Nebel-Erlass die deutsche Militärgerichtsbarkeit in diesen Staaten umgangen, die Ausformulierung des Erlasses war ebenfalls ein Werk von Lehmann und Hülle.
Nach dem Krieg stellte ihm ein Rechtsanwaltskollege einen Persilschein aus, in dem dieser behauptete, dass Hülle seine juristische Tätigkeit „überparteilich“ ausgeübt habe, und Hülle wurde anstandslos entnazifiziert. Hülle wurde 1946 Amtsgerichtsrat in Oldenburg, dort am Oberlandesgericht 1949 Senatspräsident und bereits 1950 Richter am Bundesgerichtshof. Im Jahr 1955 wurde er zum Präsidenten des Oberlandesgerichts Oldenburg ernannt. Hülle kümmerte sich auch um die Geschichtsschreibung der oldenburgischen Gerichtsbarkeit und wurde gesellschaftlich hoch geehrt.
Seine Tätigkeit im nationalsozialistischen Unrechtsstaat führte ihn am 5. Oktober 1957 vor Gericht, als er im Schwurgerichtsverfahren gegen Generalfeldmarschall Ferdinand Schörner vorgeladen wurde. In den letzten Kriegsmonaten hatte Hülle die rigorosen standrechtlichen Gesetzesnormen entworfen, die zu vielen Erschießungen unter  der zunehmend kriegsmüden Wehrmacht führten. Er blieb als Zeuge unvereidigt, weil „der Beteiligung (an den Erschießungen) selbst verdächtig“. Ein Strafverfahren gegen Werner Hülle wurde eingestellt. Hülle wollte am Tage der Herausgabe des in Wochen vorbereiteten Schießbefehls eine fiebrige Grippe gehabt haben. Das Disziplinarverfahren, das daraufhin gegen Hülle eingeleitet werden musste, wurde eingestellt. Ebenfalls eingestellt wurde 1983 ein 1972 eingeleitetes Verfahren der Staatsanwaltschaft Kassel gegen Werner Hülle, Erich Lattmann et al., da Erich Lattmann, inzwischen 88-jährig, verhandlungsunfähig war, Hülle trat 1968 in den Ruhestand ein.

## Schriften (Auswahl)
- Der Unterhaltsanspruch der Ehefrau auf Geld, Borna-Leipzig : Noske 1926, Marburg, Jur. Diss., 1926
- Die Militärstrafgerichtsordnung für das Deutsche Reich [mit Kommentar] Neufassg vom 4. Nov. 1933/23. Nov. 1934 mit Einführungsgesetz u. Ausführungsbestimmgn ; [Nebst] Nachtrag und Deckblätter
- Die Militarstrafgerichtsordnung fur das Deutsche Reich mit Kommentar
- Die Militärstrafgerichtsordnung in der Fassung vom 29. Sept. 1936 mit Einführungsgesetz, Ausführungsbestimmgn u. Nebengesetzen
- Die Abfassung der Urteile in Strafsachen Eine Anleitung f.d. Praxis. Mit e. Merkbl. f.d. Protokollführer in Strafsachen u.f.d. Anfertigung der Anklageschrift
- Das rechtsgeschichtliche Erscheinungsbild des preussischen Strafurteils, Aalen : Scientia Verl. 1965
- Das Auditoriat in Brandenburg-Preussen Ein rechtshistor. Beitr. z. Geschichte seines Heerwesens mit e. Exkurs über Österreich, Göttingen : Schwartz 1971
- Geschichte des höchsten Landesgerichts von Oldenburg (1573 - 1935), Göttingen : Musterschmidt, 1974
- Geschichte der oldenburgischen Anwaltschaft, Oldenburg : Holzberg 1977
- mit Josef Wiefels: Deutsche Rechtsgeschichte, Heidelberg : Verlagsgesellschaft Recht u. Wirtschaft 1979
- Oldenburgs Weg in den Rechtsstaat aus der Sicht des 20. Jahrhunderts: Festvortrag auf d. Veranst. d. Justizbehörden am 1. Oktober 1979 zur Erinnerung an d. Neugliederung d. Gerichtsbarkeit in Oldenburg vor hundert Jahren, Oldenburg : Holzberg  1979